# Boxe aux Jeux méditerranéens
Les compétitions de boxe anglaise des Jeux méditerranéens sont organisés par l'AIBA (Association Internationale de Boxe Amateur) depuis 1951.

## Boxe aux Jeux méditerranéens
| Année | Édition                 | Lieu                 | Lieu        | Date                  |
| 1951  | 1er Jeux méditerranéens | Alexandrie           | Égypte      | 5 - 22 octobre        |
| 1955  | 2e Jeux méditerranéens  | Barcelone            | Espagne     | 15 - 25 juillet       |
| 1959  | 3e Jeux méditerranéens  | Beyrouth             | Liban       | 11 - 23 octobre       |
| 1963  | 4e Jeux méditerranéens  | Naples               | Italie      | 23 - 29 septembre     |
| 1967  | 5e Jeux méditerranéens  | Tunis                | Tunisie     | 8 - 17 septembre      |
| 1971  | 6e Jeux méditerranéens  | Izmir                | Turquie     | 6 - 17 octobre        |
| 1975  | 7e Jeux méditerranéens  | Alger                | Algérie     | 26 août - 6 septembre |
| 1979  | 8e Jeux méditerranéens  | Split                | Yougoslavie | 15 - 29 septembre     |
| 1983  | 9e Jeux méditerranéens  | Casablanca           | Maroc       | 3 - 17 septembre      |
| 1987  | 10e Jeux méditerranéens | Lattaquié            | Syrie       | 11 - 25 septembre     |
| 1991  | 11e Jeux méditerranéens | Athènes              | Grèce       | Juillet               |
| 1993  | 12e Jeux méditerranéens | Languedoc-Roussillon | France      | 16 - 27 juin          |
| 1997  | 13e Jeux méditerranéens | Bari                 | Italie      | 14 - 19 juin          |
| 2001  | 14e Jeux méditerranéens | Tunis                | Tunisie     | 3 - 8 septembre       |
| 2005  | 15e Jeux méditerranéens | Almería              | Espagne     | 27 juin - 2 juillet   |
| 2009  | 16e Jeux méditerranéens | Pescara              | Italie      | 26 juin - 5 juillet   |
| 2013  | 17e Jeux méditerranéens | Mersin               | Turquie     | 21 - 26 juin          |
| 2018  | 18e Jeux méditerranéens | Tarragone            | Espagne     | 25 - 30 juin          |
| 2022  | 19e Jeux méditerranéens | Oran                 | Algérie     | 25 - 1er juillet      |